# 矮齿缘草
矮齿缘草（学名：Eritrichium humillimum）为紫草科齿缘草属的植物，为中国的特有植物。分布于中国大陆的甘肃、青海等地，生长于海拔3,400米至4,900米的地区，多生长在山地沙石堆或向阳山地，目前尚未由人工引种栽培。